# جهانگیر خسروشاهی
جهانگیر خسرو شاهی (زادهٔ ۱ آذر ۱۳۴۰ – درگذشتهٔ ١٣ بهمن ١۴٠٠) رمان‌نویس و داستان کوتاه نویس ایرانی بود. 

## زندگی‌نامه
جهانگیر خسروشاهی، اول آذر ۱۳۴۰ در روستای دهق واقع در ۸۴ کیلومتری شمال غرب اصفهان در خانواده‌ای مذهبی و روحانی متولّد شد. او خواندن و نوشتن را در مکتب آموخت و پس از دوره‌ای تحصیل در مدرسه وارد حوزه شد و به تحصیلات حوزوی پرداخت. فعالیت‌های فرهنگی خود را از ابتدای انقلاب اسلامی شروع کرد و از سال ۱۳۶۸ همکاری با حوزه هنری را آغاز کرد.
حضور در مجله سوره، دو دوره عضویت در شورای بررسی کارگاه قصه و رمان حوزه هنری، عضویت در پژوهشگاه فرهنگ و هنر اسلامی، همکاری با گروه تلویزیونی جهاد سازندگی و گروه تلویزیونی روایت فتح از فعالیت‌های فرهنگی خسرو شاهی است. در سال ۱۳۷۷ به عنوان داور جشنواره فیلم دفاع مقدس و در سال‌های ۱۳۷۷، ۱۳۷۹، ۱۳۸۳ به عنوان داور جشنواره انتخاب کتاب دفاع مقدس حضور داشته‌است و در سال ۱۳۸۳ نیز داوری انتخاب کتاب دفاع مقدس دفتر ادبیات داستانی وزارت فرهنگ و ارشاد اسلامی را عهده‌دار بوده‌است.
خسروشاهی آثار زیادی از جمله داستان کوتاه، رمان و زندگینامه داستانی و مقاله به چاپ رسانده است. او در سیزدهم بهمن ١۴٠٠ و در سن ۶٠ سالگی براثر سکتهٔ قلبی درگذشت. 
فعالیت‌های فرهنگی:
- همکاری با حوزه هنری از سال ۱۳۶۸
- حضور در مجله سوره
- دو دوره عضویت در شورای بررسی کارگاه قصه و رمان حوزه هنری
- عضویت در پژوهشگاه فرهنگ و هنر اسلامی
- همکاری با گروه تلویزیونی جهاد سازندگی و گروه تلویزیونی روایت فتح
- داور جشنواره فیلم دفاع مقدس در سال ۱۳۷۷
- داور جشنواره انتخاب کتاب دفاع مقدس از سال ۱۳۷۷ تا کنون
- داوری انتخاب کتاب دفاع مقدس دفتر ادبیات داستانی وزارت فرهنگ و ارشاد اسلامی در سال ۱۳۸۳
- داوری جشنواره فیلم عمار ۱۳۹۷

## آثار
مجموعه داستان کوتاه:
- خلفه‌های وحشی (۱۳۷۰)
- باغ باور (۱۳۷۳)
- بیرون قلعه امن نیست (۱۳۷۶)
- خیابان رؤیت (۱۳۷۹)
- به کلی سری (۱۳۸۱)
- جز این‌ها، مرگ سالی یک بار، تک داستان به صورت یک جلد تا کنون دو بار به چاپ رسیده است و داستان‌های کوتاه: ریحانه، وداع، ادامهٔ یک مرد، نویسنده و مخاطب و… در مطبوعات منتشر شده‌است.[۷]

رمان:
- زخمدار (۱۳۷۴)
- رؤیای داغ (۱۳۸۳)[۸]

داستان بلند:
- نفر پانزدهم (۱۳۶۱)
- صخره‌ها و پروانه‌ها (۱۳۶۹)

زندگی نامهٔ داستانی:
- همیشه با هم (بی تا)
- دوشنبه‌ای که می‌آید (۱۳۶۷)
- غروب آبی رود (۱۳۷۹)[۹][۱۰]

داستان نوجوانان:
- پدربزرگ برکه و درخت گردو (۱۳۷۹)

نثر ادبی:
- از کوچه‌های بی‌خبری (۱۳۸۱)[۱۱]

یادداشت دربارهٔ فیلم‌های مستند جنگ
- بر ستیغ جبال فتح (۱۳۸۴) یادداشت دربارهٔ مستندهای شهید آوینی[۱۲]

خاطره:
- نفوذ از کوهستان (۱۳۶۸)

مقاله‌ها:
- حدود ۲۵ مقاله در هفته نامهٔ مهر[۱۳][۱۴][۱۵]
- حدود ۲۷ مقاله در هفته نامهٔ دیدگاه

متن فیلم مستند:
- حدود پنجاه برنامه/متن فیلم مستند پخش شده از تلویزیون، از سال ۱۳۶۵ تا ۱۳۸۵

مصاحبه
- رمان، غرب باوری یا… /کیهان/۱۳۷۰
- قصه فرعی بر حقیقت وجود بشری است[۱۶]/ ایران/۱۳۷۵
- وصایای شهدا نمونه‌هایی از ادبیات موفق ما هستند[۱۷]/ رسالت/۱۳۷۵
- ادبیات جنگ/ ویژهٔ روزنامهٔ قدس/۱۳۷۵
- وضعیت ادبیات‌های خبرگزاری مهر/۱۳۸۳
- در عالم اسراری است[۱۸]/ ادبیات داستانی/ ۱۳۸۴
- آوینی، قاصد انقلاب اسلامی بود[۱۹]/ خبرگزاری فارس / ۱۳۹۶